# Villanueva (Zacatecas)
Villanueva is een stadje in de Mexicaanse deelstaat Zacatecas. Villanueva is de hoofdplaats van de gemeente Villanueva en heeft 10.835 inwoners (census 2005).

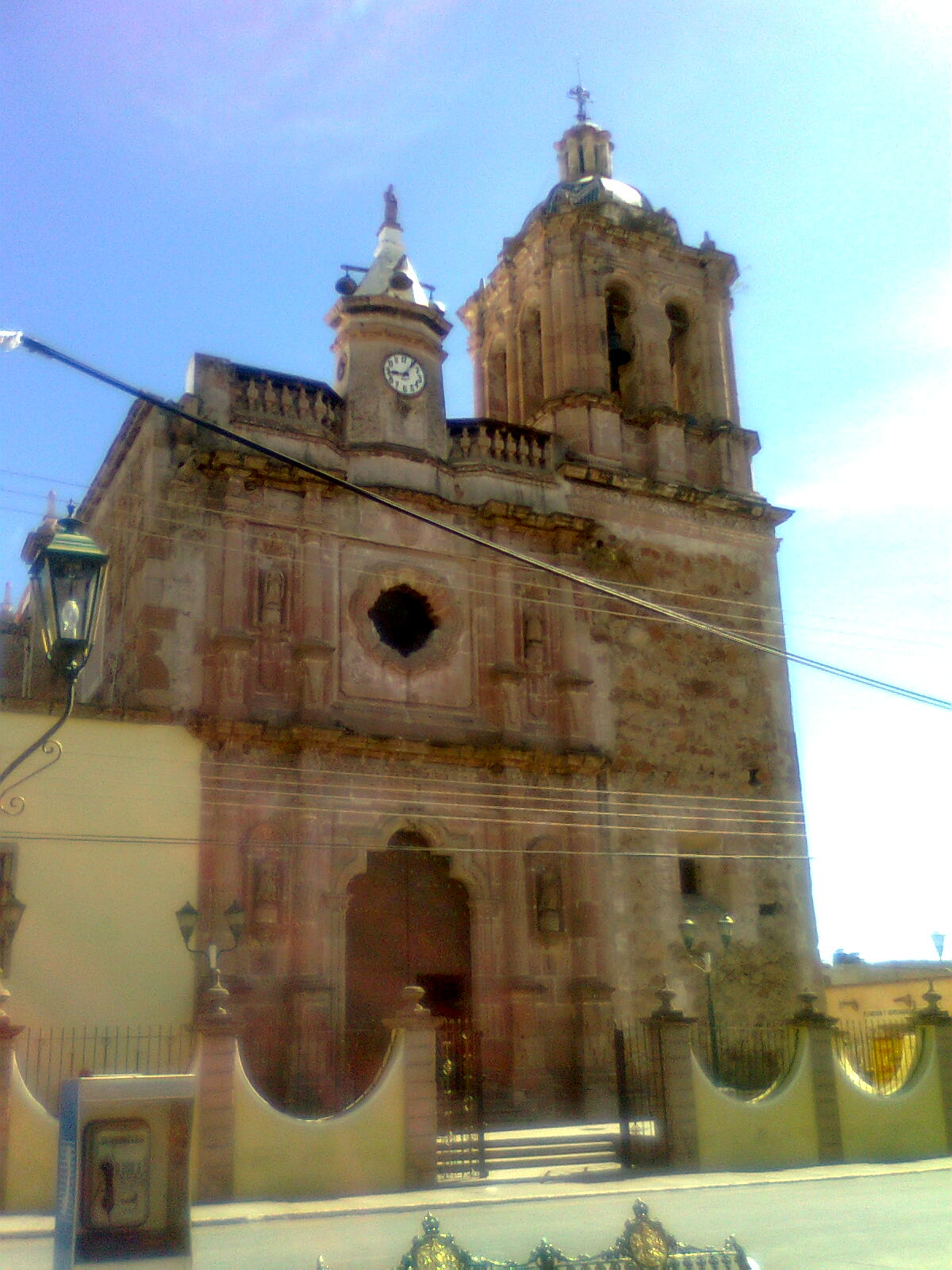